# Cryptelytrops venustus
Cryptelytrops venustus är en ormart som beskrevs av Vogel 1991. Cryptelytrops venustus ingår i släktet Cryptelytrops och familjen huggormar. Inga underarter finns listade i Catalogue of Life.
Arten förekommer i södra Thailand.